# Goianul Nou, Chișinău
Goianul Nou este un sat din componența orașului Stăuceni din sectorul Rîșcani, municipiul Chișinău, Republica Moldova.

## Demografie

### Structura etnică
Structura etnică a localității conform recensământului populației din 2004:
| Grup etnic                                               | Populație | % Procentaj  |
| -------------------------------------------------------- | --------- | ------------ |
| Băștinași declarați Moldoveni Băștinași declarați Români | 408 3     | 64,86% 0,48% |
| Ucraineni                                                | 152       | 24,17%       |
| Ruși                                                     | 51        | 8,11%        |
| Bulgari                                                  | 4         | 0,64%        |
| Găgăuzi                                                  | 3         | 0,48%        |
| Alții                                                    | 8         | 1,27%        |
| Total                                                    | 629       |              |